# Po Nagar
Po Nagar est un temple cham fondé avant 781 dans la principauté de Kauthara, dans l'actuelle Nha Trang au Viêt Nam. Il est dédié à la déesse Yan Po Nagar, fondatrice légendaire du royaume de Champā, plus tard identifiée aux déesses hindoues Bhagavati et Mahishasuramardini, et qui est appelée en vietnamien Thiên Y Thánh Mâu.

## Histoire
Une stèle datée de l'an 781 indique que le roi Cham Satyavarman a repris le pouvoir dans la région du « pont Ha-Ra » et qu'il a restauré le temple dévasté. On peut en déduire que la zone était passée sous le contrôle temporaire d'un autre peuple qui avait vandalisé le temple déjà existant. D'autres stèles indiquent que le temple avait contenu un mukhalinga (linga gravé du visage de Shiva) orné de pierreries et ressemblant à la tête d'un ange. Des pillards étrangers, peut-être venus de l'île de Java, « hommes vivant d'une nourriture pire que de cadavres, effrayants, complètement noirs et squelettiques, redoutables et mauvais comme la mort » arrivèrent en bateau, volèrent les bijoux et cassèrent le linga. Bien que le roi les eût poursuivi en mer, les trésors furent définitivement perdus. Les stèles indiquent aussi que le roi restaura le linga en 784.
Une stèle du roi Cham Indravarman III datée de 918 porte l'ordre de construire une statue d'or à la déesse Bhagavati. Des stèles plus tardives rapportent que la statue originale fut volée par les Khmers (en 950) et que le roi la remplaça en 965 par une nouvelle. Une stèle datée de 1050 indique que des offrandes de champs, d'esclaves et de métaux précieux furent faites à la statue. D'autres plus tardives mentionnent la célébration d'un culte en l'honneur de la déesse Yan Po Nagar, ainsi que la présence de statues dédiées aux principales divinités de l'hindouisme et du bouddhisme.
Au XVIIe siècle, les Viêt occupèrent le Champa et s'emparèrent du temple, qu'ils appelèrent tour de Thiên Y Thánh Mâu. De nombreuses légendes vietnamiennes au sujet de la déesse et de la tour firent leur apparition.

## Site

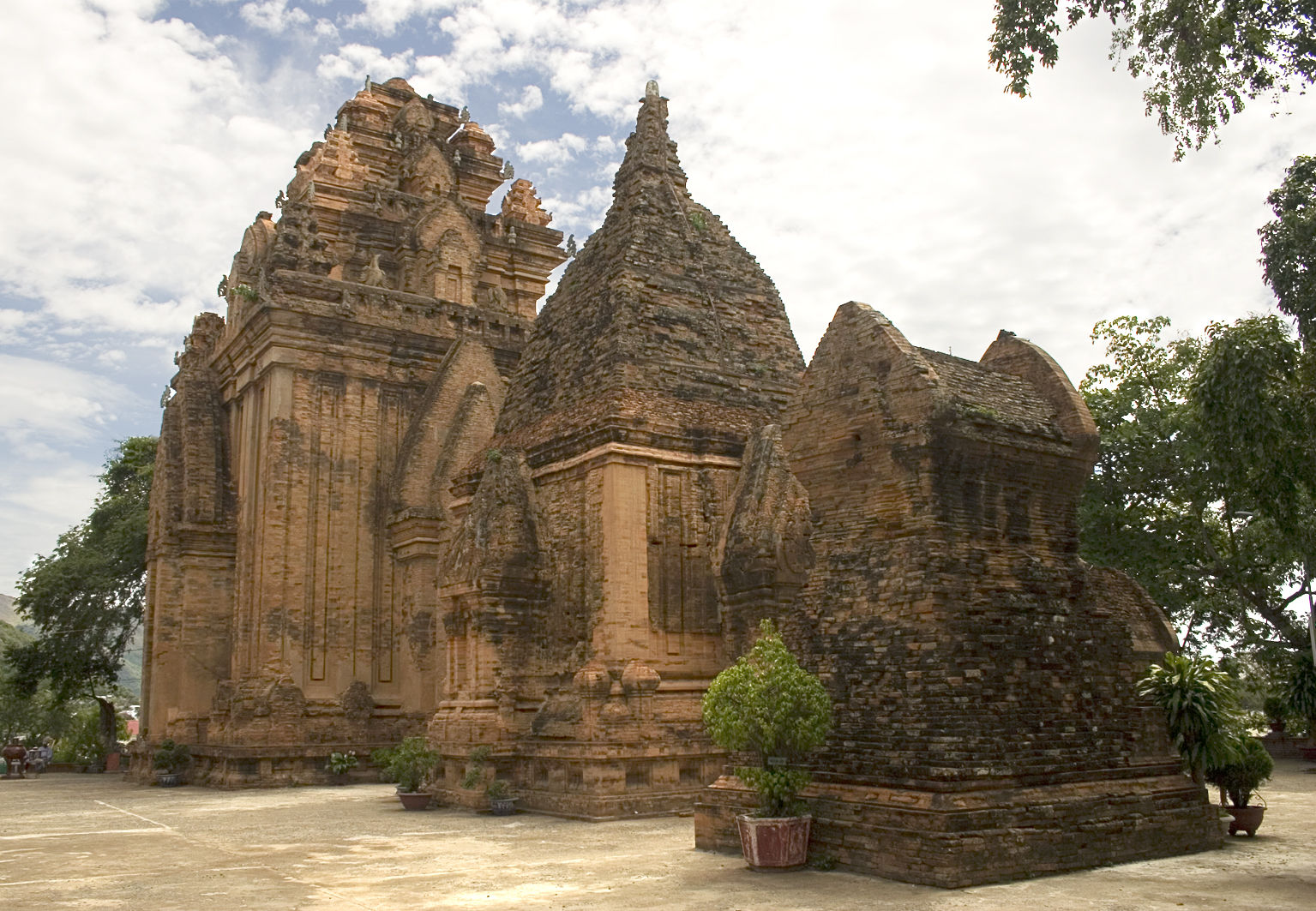
Les tours de Po Nagar se trouvent sur une colline.

Le complexe de Po Nagar est situé sur le mont Cù Lao, au bord de la rivière de Nha Trang. Il comporte trois niveaux, le plus élevé comportant deux rangées de tours. La tour principale fait à peu-près 25 m de haut.

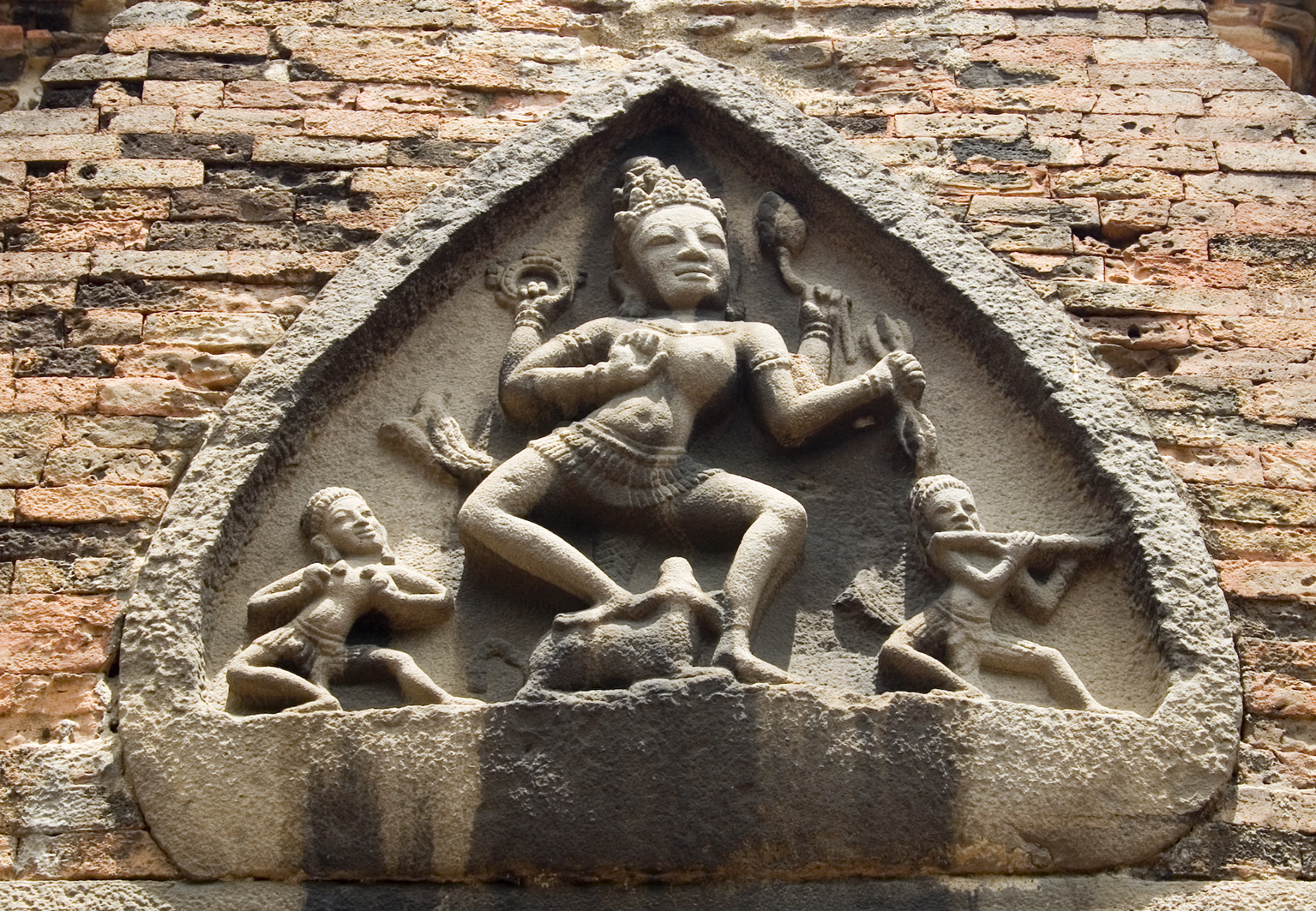
Dourgâ, tueuse du démon-buffle Mahîshâsura sur le fronton au-dessus de l'entrée du temple.

Au centre du temple se trouve une statue de pierre de 1,2 m de la déesse Yan Po Nagar, assise jambes croisées, vêtue seulement d'une jupe et tenant dans ses dix mains des objets symboliques. Selon l'universitaire vietnamien Ngô Vǎn Doanh, ces attributs montrent que Yan Po Nagar était aussi identifiée à la déesse hindoue Mahishasuramardini, ou Dourgâ tueuse du démon-buffle Mahîshâsura. Une seconde sculpture de la déesse sous la forme de Mahishasuramardini se trouve sur le fronton au-dessus du temple. Debout sur un buffle, elle a quatre bras et porte une hachette, un lotus et une massue. Cette sculpture est du style Tra Kieu de l'art du Champa (fin du Xe siècle ou début du XIe siècle).

## Fouilles archéologiques à Po Nagar
Les travaux de restauration du temple de Pô Nagar n'ont été entrepris qu'au début de 1906, par Henri Parmentier, archéologue en chef de l'Ecole Française d'Extrême Orient , en même que les travaux du site de Po Klong Garai (XIe siècle), situé près de Phan Rang, autrefois baptisée à Panduranga, l'ancienne capitale de la province de Ninh Thuận. Ces travaux avaient été préparés lors de ses études précédentes. Henri Parmentier avait déjà entrepris auparavant des travaux au sanctuaire de Mỹ Sơn.